# 蒙佩鲁 (多姆山省)
蒙佩鲁（法語：Montpeyroux，法語發音：[mɔ̃peʁu]）是法国多姆山省的一个市镇，属于伊苏瓦尔区。

## 地理
蒙佩鲁（45°37'21"N, 3°12'16"E）面积3.29 平方千米，位于法国奥弗涅-罗讷-阿尔卑斯大区多姆山省，该省份为法国中南部省份，北起阿列省接壤，东临卢瓦尔省，南至上盧瓦爾省和康塔爾省，西接科雷兹省和克勒兹省。
与蒙佩鲁接壤的市镇（或旧市镇、城区）包括：欧特扎、库德、帕朗、维克勒孔特。

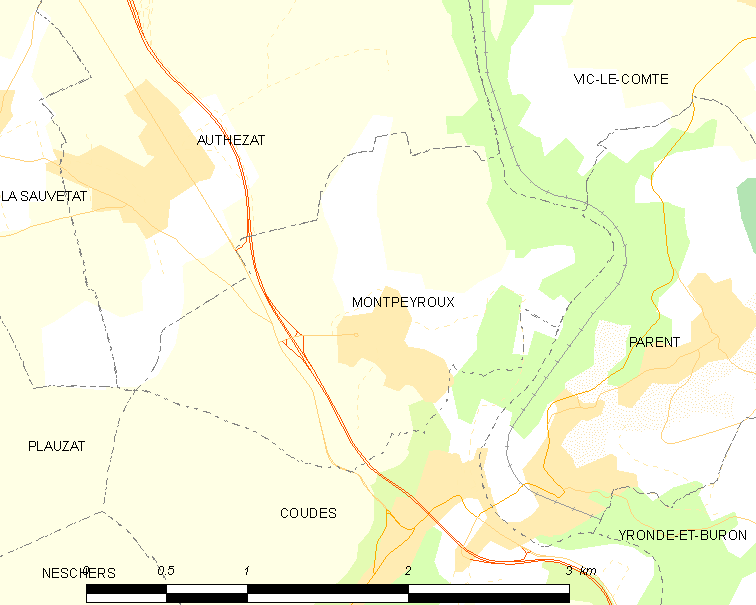
的OSM定位图

蒙佩鲁的时区为UTC+01:00、UTC+02:00（夏令时）。

## 行政
蒙佩鲁的邮政编码为63114，INSEE市镇编码为63241。

## 政治
蒙佩鲁所属的省级选区为维克勒孔特县。

## 人口

1962-2008年间人口变化图示

蒙佩鲁于2022年1月1日时的人口数量为325人。